# Malaltia de Wilson
La malaltia de Wilson o degeneració hepatolenticular és una malaltia hereditària autosòmica recessiva amb una incidència d'aproximadament 1 nou cas per cada 30.000 persones en la majoria de zones del planeta, i amb una preponderància en la població masculina. Es caracteritza per una acumulació de coure en els teixits, que es manifesta amb símptomes neurològics i hepatopaties. La taxa estimada de portadors heterozigòtics és d'aproximadament 1 sobre 100, que significa que 1 de cada 100 persones són portadors asimptomàtics d'aquesta mutació.

## Signes i símptomes
Els símptomes acostumen a aparèixer entre els 18 i els 21 anys, però a vegades no apareixen fins als 30 i, en molt pocs casos fins als 50. L'aparició abans dels 5 anys és molt poc freqüent, malgrat que l'anomalia bioquímica ja és present en el naixement. L'edat d'aparició sembla estar correlacionada amb el sistema orgànic implicat. Aproximadament la meitat (40–50%) dels pacients presenten primer símptomes hepàtics i l'altra meitat (40–50%) símptomes neurològics.
Els signes principals són problemes hepàtics i neuropsiquiàtrics. El signe inicial hepàtic més habitual és l'hepatitis activa crònica, que culmina en cirrosi hepàtica, tot i que alguns pacients presenten insuficiència hepàtica fulminant (caracteritzada per concentracions força baixes de fosfatasa alcalina i sovint per hiperbilirubinèmia, en comparació amb l'estat de malalties semblants) i una incidència sorprenentment baixa de carcinoma hepatocel·lular. Els signes neuropsiquiàtrics són demència precoç, alteracions del comportament o psicosi i signes d'asterixi (un tremolor d'esbatec de les mans) i de parkinsonisme (com atàxia, discinèsia i rigidesa).
Signes complementaris són de tipus renal (acidosi tubular renal, pedres al ronyó), oftàlmic (anells corneals de Kayser-Fleischer, cataracta de gira-sol), cardíac (miocardiopatia, arrítmia) i dèrmic (hidroadenitis supurativa). L'hemòlisi (anèmia provocada per la destrucció d'eritròcits) només es presenta en els casos molt greus.

## Diagnòstic
En el 80% dels pacients es presenta una concentració reduïda de ceruloplasmina, i és una prova habitual de cribratge en pacients amb problemes hepàtics. Una prova més precisa és la mesura directa de la concentració de coure en una mostra de 24 h d'orina, en la sang o en una mostra obtinguda per biòpsia hepàtica. La concentració mitjana de coure hepàtic pot arribar a ser 20 vegades superior a la normal, mentre que les concentracions de ceruloplasmina són habitualment un 30% inferiors al valor normal.
Una exploració ocular pot detectar anells corneals de Kayser-Fleischer, però la seva absència no descarta la malaltia de Wilson i, a més, la seva presència pot passar-se per alt en una exploració rutinària. Aquest signe es caracteritza per anells marronosos al voltant de la còrnia, provocats per la deposició de coure en la membrana de Descemet.

## Fisiopatologia
El gen de la malaltia de Wilson (WND) s'ha cartografiat en el cromosoma 13 (13q14.3) i s'expressa principalment al fetge, als ronyons i a la placenta, però també s'ha trobat al cor, al cervell i als pulmons, tot i que a concentracions molt menors. El gen codifica una ATPasa de tipus P que transporta coure a la bilis i l'incorpora a la ferroxidasa.
La forma mutant del WND que s'expressa en les persones amb la malaltia de Wilson inhibeix l'alliberament del coure a la bilis. D'aquesta forma es dificulta l'excreció del coure de l'organisme i s'acumula al fetge, provocant danys als teixits hepàtics. Finalment els danys provoquen que el fetge alliberi el coure directament al torrent sanguini, que el transporta arreu del cos. L'acumulació de coure provoca danys als ronyons, el cervell i els ulls. Si no es tracta, la malaltia de Wilson acaba provocant lesions cerebrals, hepatopaties i, en última instància, la mort.
Els dipòsits de coure en els nuclis basals, especialment en el putamen i en el globus pàl·lid (que formen el nucli lenticular), provoquen mort cel·lular, amb símptomes semblants als de la malaltia de Parkinson.

## Tractament
La malaltia es tracta amb l'ús crònic de quelants, com la D-penicil·lamina o l'hidroclorur de trientina, fàrmacs que ajuden a eliminar el coure dels teixits. Els pacients també han de prendre vitamina B6 i seguir una dieta baixa en coure, el que significa evitar la ingesta de bolets, fruits secs, xocolata, panses, dàtils i fruites seques similars, fetge i marisc. La ingesta addicional de zinc pot ajudar a bloquejar l'absorció intestinal de coure.
El trasplantament de fetge és efectiu en pacients amb malaltia de Wilson fulminant i que no responen als tractaments habituals. Com l'efecte principal de la malaltia es troba al fetge, el trasplantament és plenament curatiu, però com només es realitza en pacients greument malalts, el seu pronòstic és encara pobre.

## Epidemiologia
En la població caucàsica, la incidència se situa, aproximadament, en 1 sobre 30.000, amb una taxa de portador d'1 sobre 100. La freqüència genètica és molt superior en la població hispanoamericana d'ascendència indígena o mestissa, especialment a Amèrica Central.

## Història
La malaltia duu el nom del metge britànic Samuel Alexander Kinnier Wilson (1878-1937) que la va descriure l'any 1912. El metge J. N. Cumings aconseguí relacionar-la amb l'acumulació de coure l'any 1948. El primer agent quelant efectiu, la penicil·lamina, fou descobert per John Walshe el 1956. La seva base genètica fou establerta per diversos grups de recerca durant les dècades de 1980 i 1990.